# 2008年北京オリンピックの中国選手団

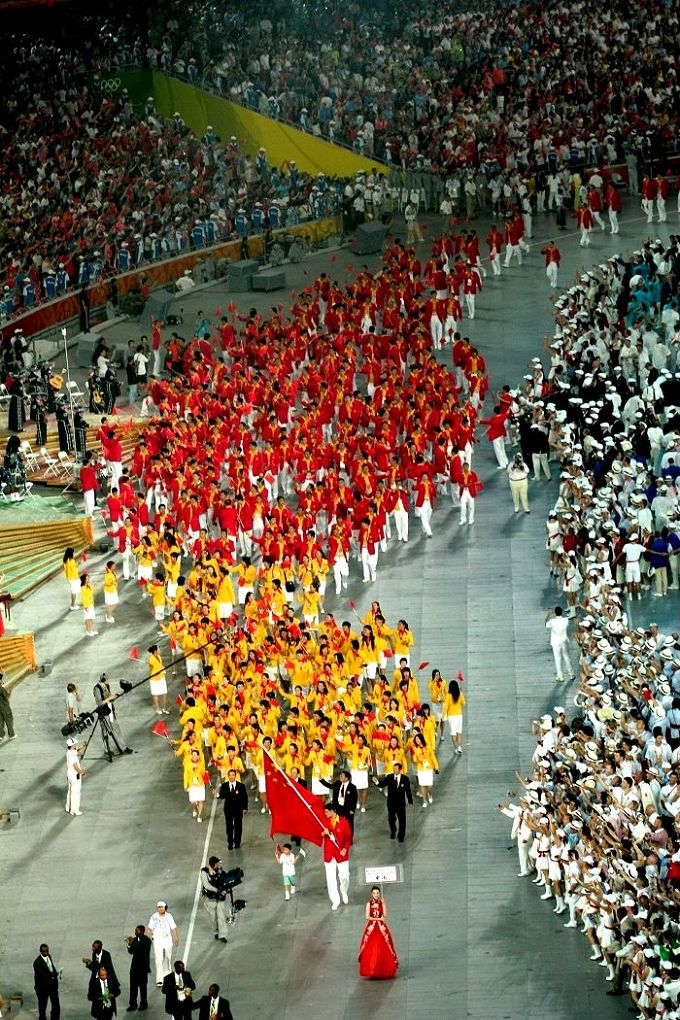
開会式での中国選手団

2008年北京オリンピックの中国選手団（2008ねんペキンオリンピックのちゅうごくせんしゅだん）は、2008年8月8日から8月24日にかけて中国の北京を主として開催された2008年北京オリンピックの中国選手団、およびその競技結果。

## 概要
今大会は金メダル48個、銀メダル22個、銅メダル30個の合計100個のメダルを獲得した。金メダルと銅メダル獲得数は過去最多を記録し、合計獲得メダル数も過去最多を更新した。その一方、2017年には3名のドーピング違反が発覚し、いずれも金メダルを剥奪された。
開催国であるため、ほぼ全ての技に対し参加枠が与えられ、全競技に出場した。役員を含めると1099人の大選手団であった。48個の金メダルを含む100個のメダルを獲得し、2009年ローレウス世界スポーツ賞の年間最優秀チームに選ばれている。

## メダル
| メダル | 選手名 | 競技                       | 種目                             |
| ------ | --- | -------------------------- | -------------------------------- |
| 金     | 劉子歌 | 競泳                       | 女子200mバタフライ               |
| 金     | 何沖 | 飛込                       | 男子3m飛板飛込                   |
| 金     | 王峰 秦凱 | 飛込                       | 男子3mシンクロ飛板飛込           |
| 金     | 林躍 火亮 | 飛込                       | 男子10mシンクロ高飛込            |
| 金     | 郭晶晶 | 飛込                       | 女子3m飛板飛込                   |
| 金     | 陳若琳 | 飛込                       | 女子10m高飛込                    |
| 金     | 郭晶晶 呉敏霞 | 飛込                       | 女子3mシンクロ飛板飛込           |
| 金     | 王鑫 陳若琳 | 飛込                       | 女子10mシンクロ高飛込            |
| 金     | 唐賓 金紫薇 奚愛華 張楊楊                                                                                             | ボート                     | 女子クオドルプルスカル           |
| 金     | 鄒市明 | ボクシング                 | 男子ライトフライ級               |
| 金     | 張小平 | ボクシング                 | 男子ライトヘビー級               |
| 金     | 陳一氷 黄旭 李小鵬 肖欽 楊威 鄒凱                                                                                     | 体操                       | 男子団体総合                     |
| 金     | 楊威 | 体操                       | 男子個人総合                     |
| 金     | 鄒凱 | 体操                       | 男子床                           |
| 金     | 肖欽 | 体操                       | あん馬                           |
| 金     | 陳一氷 | 体操                       | 男子つり輪                       |
| 金     | 李小鵬 | 体操                       | 男子平行棒                       |
| 金     | 鄒凱 | 体操                       | 男子鉄棒                         |
| 金     | 程菲 鄧琳琳 何可欣 江鈺源 李珊珊 楊伊琳                                                                               | 体操                       | 女子団体総合                     |
| 金     | 何可欣 | 体操                       | 女子段違い平行棒                 |
| 金     | 陸春龍 | トランポリン               | 男子個人                         |
| 金     | 何雯娜 | トランポリン               | 女子個人                         |
| 金     | 王嬌 | レスリング                 | 女子フリースタイル72kg級         |
| 金     | 殷剣 | セーリング                 | 女子RS-X級                       |
| 金     | 龍清泉 | ウエイトリフティング       | 男子56kg級                       |
| 金     | 張湘祥 | ウエイトリフティング       | 男子62kg級                       |
| 金     | 廖輝 | ウエイトリフティング       | 男子69kg級                       |
| 金     | 陸永 | ウエイトリフティング       | 男子85kg級                       |
| 金     | 陳艶青 | ウエイトリフティング       | 女子58kg級                       |
| 金     | 馬琳 | 卓球                       | 男子シングルス                   |
| 金     | 馬琳 王皓 王励勤 | 卓球                       | 男子団体                         |
| 金     | 張怡寧 | 卓球                       | 女子シングルス                   |
| 金     | 郭躍 王楠 張怡寧 | 卓球                       | 女子団体                         |
| 金     | 仲満 | フェンシング               | 男子サーブル個人                 |
| 金     | 冼東妹 | 柔道                       | 女子52kg級                       |
| 金     | 楊秀麗 | 柔道                       | 女子78kg級                       |
| 金     | 佟文 | 柔道                       | 女子78kg超級                     |
| 金     | 林丹 | バドミントン               | 男子シングルス                   |
| 金     | 張寧 | バドミントン               | 女子シングルス                   |
| 金     | 杜婧 于洋 | バドミントン               | 女子ダブルス                     |
| 金     | 龐偉 | 射撃                       | 男子10mエアピストル              |
| 金     | 邱健 | 射撃                       | 男子50mライフル3姿勢             |
| 金     | 陳穎 (射撃選手) | 射撃                       | 女子25mピストル                  |
| 金     | 郭文珺 | 射撃                       | 女子10mエアピストル              |
| 金     | 杜麗 | 射撃                       | 女子50mライフル3姿勢             |
| 金     | 孟関良 楊文軍 | カヌー                     | 男子C2人乗り500m                 |
| 金     | 張娟娟 | アーチェリー               | 女子個人                         |
| 金     | 呉静鈺 | テコンドー                 | 女子49kg級                       |
| 銀     | 張文秀 | 陸上                       | 女子ハンマー投                   |
| 銀     | 張琳 | 競泳                       | 男子400m自由形                   |
| 銀     | 焦劉洋 | 競泳                       | 女子200mバタフライ               |
| 銀     | 楊雨 朱倩蔚 譚淼 龐佳穎 湯景之                                                                                        | 競泳                       | 女子4×200m自由形リレー           |
| 銀     | 周呂鑫 | 飛込                       | 男子10m高飛込                    |
| 銀     | 呉優 高玉蘭 | ボート                     | 女子舵なしペア                   |
| 銀     | 馬弋博 陳朝霞 程暉 黄俊霞 付宝栄 李爽 高麗華 唐春玲 周婉峰 張益萌 李紅俠 任燁 陳秋琦 趙玉彫 宋清齢 孫鎮 李愛莉 潘鳳貞 | ホッケー                   | 女子                             |
| 銀     | 張志磊 | ボクシング                 | 男子スーパーヘビー級             |
| 銀     | 王潔 田佳 | ビーチバレー               | 女子                             |
| 銀     | 楊威 | 体操                       | 男子つり輪                       |
| 銀     | 蔡彤彤 侴陶 呂遠洋 隋剣爽 孫丹 章碩                                                                                   | 新体操                     | 女子団体                         |
| 銀     | 常永祥 | レスリング                 | 男子グレコローマンスタイル74kg級 |
| 銀     | 許莉 | レスリング                 | 女子フリースタイル55kg級         |
| 銀     | 李宏利 | ウエイトリフティング       | 男子77kg級                       |
| 銀     | 王皓 | 卓球                       | 男子シングルス                   |
| 銀     | 王楠 | 卓球                       | 女子シングルス                   |
| 銀     | 包盈盈 黄海洋 倪紅 譚雪                                                                                               | フェンシング               | 女子サーブル団体                 |
| 銀     | 蔡贇 傅海峰 | バドミントン               | 男子ダブルス                     |
| 銀     | 謝杏芳 | バドミントン               | 女子シングルス                   |
| 銀     | 譚宗亮 | 射撃                       | 男子50mピストル                  |
| 銀     | 朱啓南 | 射撃                       | 男子10mエアライフル              |
| 銀     | 陳玲 郭丹 張娟娟 | アーチェリー               | 女子団体                         |
| 銅     | 周春秀 | 陸上                       | 女子マラソン                     |
| 銅     | 鞏立姣 | 陸上                       | 女子砲丸投                       |
| 銅     | 宋愛民 | 陸上                       | 女子円盤投                       |
| 銅     | 龐佳穎 | 競泳                       | 女子200m自由形                   |
| 銅     | 趙菁 孫曄 周雅菲 龐佳穎 徐田龍子                                                                                      | 競泳                       | 女子4×100mメドレーリレー         |
| 銅     | 秦凱 | 飛込                       | 男子3m飛板飛込                   |
| 銅     | 呉敏霞 | 飛込                       | 女子3m飛板飛込                   |
| 銅     | 王鑫 | 飛込                       | 女子10m高飛込                    |
| 銅     | 蔣婷婷 蔣文文 顧貝貝 羅茜 劉鷗 孫萩亭 王娜 張暁歓 黄雪辰                                                              | シンクロナイズドスイミング | 女子チーム                       |
| 銅     | 鄭潔 晏紫 | テニス                     | 女子ダブルス                     |
| 銅     | ハナティ・シラム | ボクシング                 | 男子ウェルター級                 |
| 銅     | 王一梅 馮坤 楊昊 劉亜男 魏秋月 徐雲麗 周蘇紅 趙蕊蕊 薛明 李娟 張娜 馬蘊雯                                             | バレーボール               | 女子                             |
| 銅     | 薛晨 張希 | ビーチバレー               | 女子                             |
| 銅     | 楊伊琳 | 体操                       | 女子個人総合                     |
| 銅     | 程菲 | 体操                       | 女子跳馬                         |
| 銅     | 楊伊琳 | 体操                       | 女子段違い平行棒                 |
| 銅     | 程菲 | 体操                       | 女子平均台                       |
| 銅     | 董棟 | トランポリン               | 男子個人                         |
| 銅     | 盛江 | レスリング                 | 男子グレコローマンスタイル60kg級 |
| 銅     | 徐莉佳 | セーリング                 | 女子レーザーラジアル級           |
| 銅     | 郭爽 | 自転車                     | 女子スプリント                   |
| 銅     | 王励勤 | 卓球                       | 男子シングルス                   |
| 銅     | 郭躍 | 卓球                       | 女子シングルス                   |
| 銅     | 許岩 | 柔道                       | 女子57kg級                       |
| 銅     | 陳金 | バドミントン               | 男子シングルス                   |
| 銅     | 魏軼力 張亜雯 | バドミントン               | 女子ダブルス                     |
| 銅     | 何漢斌 于洋 | バドミントン               | 混合ダブルス                     |
| 銅     | 胡斌淵 | 射撃                       | 男子ダブルトラップ               |
| 銅     | 姜林 李文全 薛海峰 | アーチェリー               | 男子団体                         |
| 銅     | 朱国 | テコンドー                 | 男子80kg級                       |
| 金剥奪 | 陳燮霞 | ウエイトリフティング       | 女子48kg級                       |
| 金剥奪 | 劉春紅 | ウエイトリフティング       | 女子69kg級                       |
| 金剥奪 | 曹磊 | ウエイトリフティング       | 女子75kg級                       |

## 陸上競技
男子
- 胡凱 （100m・二次予選敗退）
- 張培萌 （200m・一次予選敗退）
- 劉孝生 （400m・予選敗退）
- 李翔宇 （800m・予選敗退）
- 紀偉 （110m障害・二次予選敗退）
- 史冬鵬 （110m障害・準決勝敗退）
- 劉翔 （110m障害・一次予選途中棄権）
- 孟岩 （400m障害・予選敗退）
- 温永毅、張培萌、陸斌、胡凱 （4×100mリレー・決勝失格）
- 鄧海洋 （マラソン・25位）
- 李柱宏 （マラソン・51位）
- 王浩 （20km競歩・4位）
- 褚亜飛 （20km競歩・10位）
- 董吉敏 （20km競歩・30位）
- 李建波 （50km競歩・14位）
- 司天峰 （50km競歩・17位）
- 趙成良 （50km競歩・21位）
- 李潤潤 （走幅跳・予選敗退）
- 周燦 （走幅跳・予選記録なし）
- 李延熙 （三段跳・10位）
- 顧俊傑 （三段跳・予選敗退）
- 仲敏維 （三段跳・予選敗退）
- 黄海強 （走高跳・予選記録なし）
- 劉飛亮 （棒高跳・予選敗退）
- 陳奇 （やり投・予選敗退）
- 斉海峰 （十種競技・18位）

女子
- 王静 （100m・一次予選敗退）
- 劉青 （1500m・予選敗退）
- 薛飛 （5000m・13位）
- 張瑩瑩 （5000m・予選敗退、10000m・16位）
- 白雪 （10000m・21位）
- 董暁琴 （10000m・28位）
- 朱艶梅 （3000m障害・予選敗退）
- 趙艶妮 （3000m障害・予選敗退）
- 李珍珠 （3000m障害・予選敗退）
- 陶宇佳、王静、蔣蘭、秦旺平 （4×100mリレー・予選敗退）
- 韓玲、陳静文、王金萍、湯暁茵 （4×400mリレー・予選敗退）
- 周春秀 （マラソン・銅メダル）
- 朱暁琳 （マラソン・4位）
- 張淑晶 （マラソン・41位）
- 劉虹 （20km競歩・4位）
- 時娜 （20km競歩・13位）
- 楊明霞 （20km競歩・失格）
- 鄭幸娟 （走高跳・予選敗退）
- 謝茘梅 （三段跳・12位）
- 高淑英 （棒高跳・12位）
- 李玲 （棒高跳・予選敗退）
- 周楊 （棒高跳・予選敗退）
- 鞏立姣 （砲丸投・5位）
- 李梅菊 （砲丸投・8位）
- 李玲 （砲丸投・14位）
- 宋愛民 （円盤投・4位）
- 李艶鳳 （円盤投・7位）
- 馬雪君 （円盤投・予選敗退）
- 張文秀 （ハンマー投・銅メダル）
- 王崢 （ハンマー投・予選敗退）
- 張莉 （やり投・10位）
- 昌春風 （やり投・予選敗退）
- 宋丹 （やり投・予選敗退）
- 劉海莉 （七種競技・20位）

## 水泳

### 競泳
男子
- 蔡力 （50m自由形・予選敗退）
- 陳祚 （100m自由形・予選敗退）
- 張恩剣 （200m自由形・予選敗退）
- 張琳 （400m自由形・銀メダル、1500m自由形・7位）
- 孫楊 （400m自由形・予選敗退、1500m自由形・8位）
- 孫暁磊 （100m背泳ぎ・予選敗退）
- 鄧健 （200m背泳ぎ・予選敗退）
- 薛瑞鵬 （100m平泳ぎ・予選敗退）
- 頼忠堅 （200m平泳ぎ・予選敗退）
- 石峰 （100mバタフライ・準決勝敗退）
- 呉鵬 （200mバタフライ・5位）
- 陳寅 （200mバタフライ・準決勝敗退）
- 曲敬宇 （200m個人メドレー・予選敗退）
- 陳祚、黄紹華、呂志武、蔡力 （4x100m自由形リレー・予選敗退）
- 張琳、張恩剣、孫楊、施浩然 （4x200m自由形リレー・予選敗退）
- 辛桐 （オープンウオーター・23位）

女子
- 朱穎文 （50m自由形・準決勝敗退、100m自由形・6位）
- 李哲思 （50m自由形・準決勝敗退）
- 龐佳穎 （100m自由形・準決勝失格、200m自由形・銅メダル）
- 朱倩蔚 （200m自由形・予選敗退）
- 譚淼 （400m自由形・予選敗退）
- 李茉 （400m自由形・予選敗退）
- 李玄旭 （800m自由形・5位、400m個人メドレー・8位）
- 尤美宏 （800m自由形・予選敗退）
- 趙菁 （100m背泳ぎ・予選失格、200m背泳ぎ・準決勝敗退）
- 徐田龍子 （100m背泳ぎ・予選敗退）
- 陳燕燕 （200m背泳ぎ・予選敗退）
- 孫曄 （100m平泳ぎ・7位）
- 陳慧佳 （100m平泳ぎ・準決勝敗退）
- 斉暉 （200m平泳ぎ・準決勝敗退、200m個人メドレー・予選敗退）
- 羅男 （200m平泳ぎ・予選敗退）
- 周雅菲 （100mバタフライ・4位）
- 徐妍瑋 （100mバタフライ・予選敗退）
- 劉子歌 （200mバタフライ・金メダル）
- 焦劉洋 （200mバタフライ・銀メダル）
- 李佳星 （200m個人メドレー・準決勝敗退）
- 劉京 （400m個人メドレー・予選敗退）
- 朱穎文、唐奕、徐妍瑋、龐佳穎 （4x100m自由形リレー・4位）
- 楊雨、朱倩蔚、譚淼、龐佳穎、湯景之 （4x200m自由形リレー・銀メダル）
- 趙菁、孫曄、周雅菲、龐佳穎、徐田龍子 （4x100mメドレーリレー・銅メダル）
- 方晏喬 （オープンウオーター・19位）

### 飛込
男子
- 何沖 （3m飛板飛び込み・金メダル）
- 秦凱 （3m飛板飛び込み・銅メダル）
- 周呂鑫 （10m高飛び込み・銀メダル）
- 火亮 （10m高飛び込み・4位）

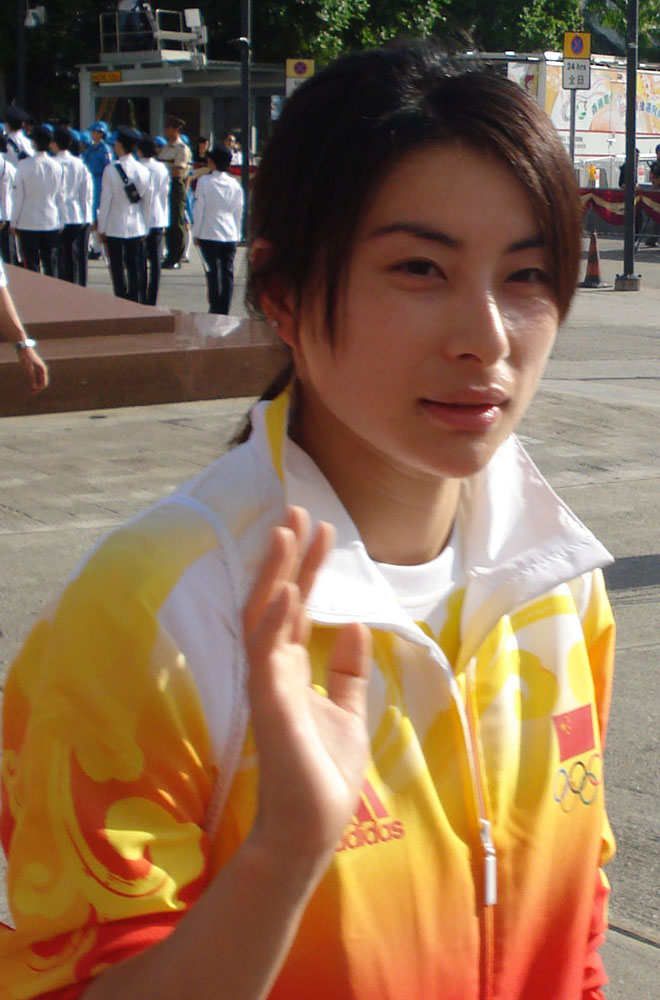
女子飛板飛び込み金メダルの郭晶晶

- 秦凱、王峰 （3mシンクロ飛板飛び込み・金メダル）
- 林躍、火亮 （10mシンクロ高飛び込み・金メダル）

女子
- 郭晶晶 （3m飛板飛び込み・金メダル）
- 呉敏霞 （3m飛板飛び込み・銅メダル）
- 陳若琳 （10m高飛び込み・金メダル）
- 王鑫 （10m高飛び込み・銅メダル）
- 郭晶晶、呉敏霞 （3mシンクロ飛板飛び込み・金メダル）
- 陳若琳、王鑫 （10mシンクロ高飛び込み・金メダル）

### シンクロナイズドスイミング
- 蔣文文、蔣婷婷 （デュエット・4位）
- 張暁歓、顧貝貝、王娜、蔣文文、蔣婷婷、孫萩亭、劉鴎、羅茜、黄雪辰 （チーム・銅メダル）

### 水球
男子中国代表チーム （12位）
- 王用、譚飛虎、王貝銘、謝俊敏、韓志東、馬建軍、梁仲興、王洋、余利君、呉志宇、葛偉青、李斌、李俊

女子中国代表チーム （5位）
- 楊珺、滕飛、劉萍、孫玉君、何金、孫婷、王瑩、高翺、王毅、馬歓歓、孫惠子、喬蕾穎、譚穎

## サッカー
男子中国代表チーム （13位）
- ゴールキーパー 邱盛炯、劉震理
- ディフェンダー 譚望嵩、馮瀟霆、苑維瑋、李瑋鋒、万厚良、戴琳
- ミッドフィールダー 周海濱、蒿俊閔、鄭智、陳濤、崔鵬、沈龍元、趙旭日
- フォワード 郜林、韓鵬、姜寧、董方卓、朱挺

女子中国代表チーム （5位）
- ゴールキーパー 韓文霞、張艶茹
- ディフェンダー 李潔、江帥、翁新芝、周高萍、劉華娜、袁帆
- ミッドフィールダー 古雅沙、王丹丹、畢妍、張娜、張穎、浦瑋、婁佳惠
- フォワード 韓端、徐媛、劉卅

## テニス
男子
- 孫鵬 （シングルス・1回戦敗退）
- 于欣源 （シングルス・1回戦敗退）
- 曾少眩 （シングルス・1回戦敗退）
- 曾少眩、于欣源 （ダブルス・1回戦敗退）

女子
- 晏紫 （シングルス・1回戦敗退）
- 李娜 （シングルス・4位）
- 彭帥 （シングルス・2回戦敗退）
- 鄭潔 （シングルス・3回戦敗退）
- 鄭潔、晏紫 （ダブルス・銅メダル）
- 孫甜甜、彭帥 （ダブルス・1回戦敗退）

## ボート
男子
- 張亮 （シングルスカル・予選棄権）
- 蘇輝、張亮 （ダブルスカル・レース除外）
- 張国林、孫傑 （軽量級ダブルスカル・5位）
- 張興波、趙林泉、郭康、宋凱 （かじなしフォア・敗者復活戦敗退）
- 黄鍾鳴、呉崇魁、張林、田軍 （軽量級かじなしフォア・8位）
- 曲暁明、王景峰、劉振、何翌、鄭伝奇、周意男、張永強、王向党、張徳常 （エイト・7位）

女子
- 張秀雲 （シングルスカル・4位）
- 呉優（中国語版）、高玉蘭 （舵なしペア・銀メダル）
- 李勤、田靚 （ダブルスカル・4位）
- 徐東香、余華 （軽量級ダブルスカル・5位）
- 唐賓、金紫薇、奚愛華、張楊楊 （クオドルプルスカル・金メダル）

## ボクシング
- 鄒市明 （ライトフライ級・金メダル）
- 谷雨 （バンタム級・2回戦敗退）
- 李洋 （フェザー級・準々決勝敗退）
- 胡青 （ライト級・準々決勝敗退）

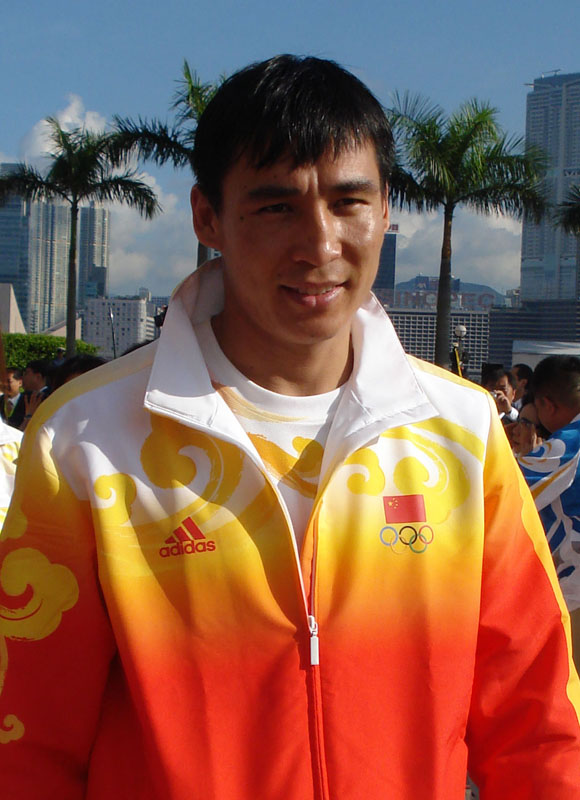
ライトヘビー級金メダルの張小平

- マイマイティートゥアソン・ジョン （ライトウェルター級・1回戦敗退）
- ハナティ・シラム （ウェルター級・銅メダル）
- 王建政 （ミドル級・1回戦敗退）
- 張小平（中国語版） （ライトヘビー級・金メダル）
- ニジャティー・ウシャン （ヘビー級・1回戦敗退）
- 張志磊 （スーパーヘビー級・銀メダル）

## ホッケー
男子中国代表チーム （11位）
- 蔣希上、孟立志、李瑋、于洋、劉憲棠、陸鋒輝、宋毅、駱方明、胡匯仁、胡亮、孟軍、陶志南、徳雲沢、孫天俊、敖長栄、孟旭光、蘇日峰、那玉波

女子中国代表チーム （銀メダル）
- 馬弋博、陳朝霞、程暉、黄俊霞、付宝栄、李爽、高麗華、唐春玲、周婉峰、張益萌、李紅俠、任燁、陳秋琦、趙玉彫、宋清齢、孫鎮、李愛莉、潘鳳貞

## バレーボール

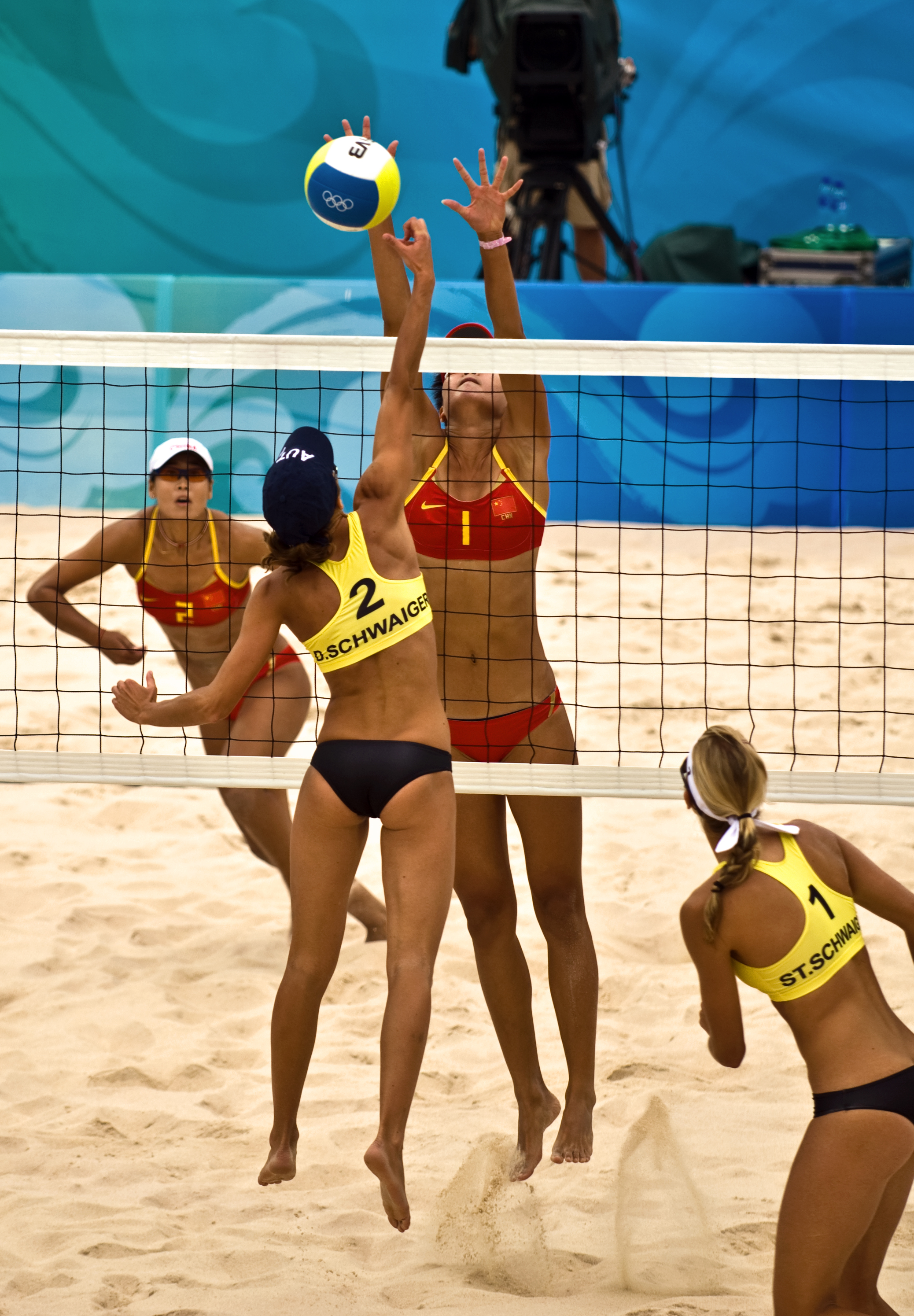
中国vsオーストラリア（女子ビーチバレー）

### ビーチバレー
男子
- 徐林胤、呉鵬根 （9位）

女子
- 王潔、田佳 （銀メダル）
- 薛晨、張希 （銅メダル）

### インドア6人制
男子中国代表チーム （5位）
- 辺洪敏、袁志、郭鵬、施海栄、崔建軍、焦帥、于大偉、沈瓊、姜福東、任琦、隋盛勝、方穎超

女子中国代表チーム （銅メダル）
- 王一梅、馮坤、楊昊、劉亜男、魏秋月、徐雲麗、周蘇紅、趙蕊蕊、薛明、李娟、張娜、馬蘊雯

## 体操競技

### 体操
男子

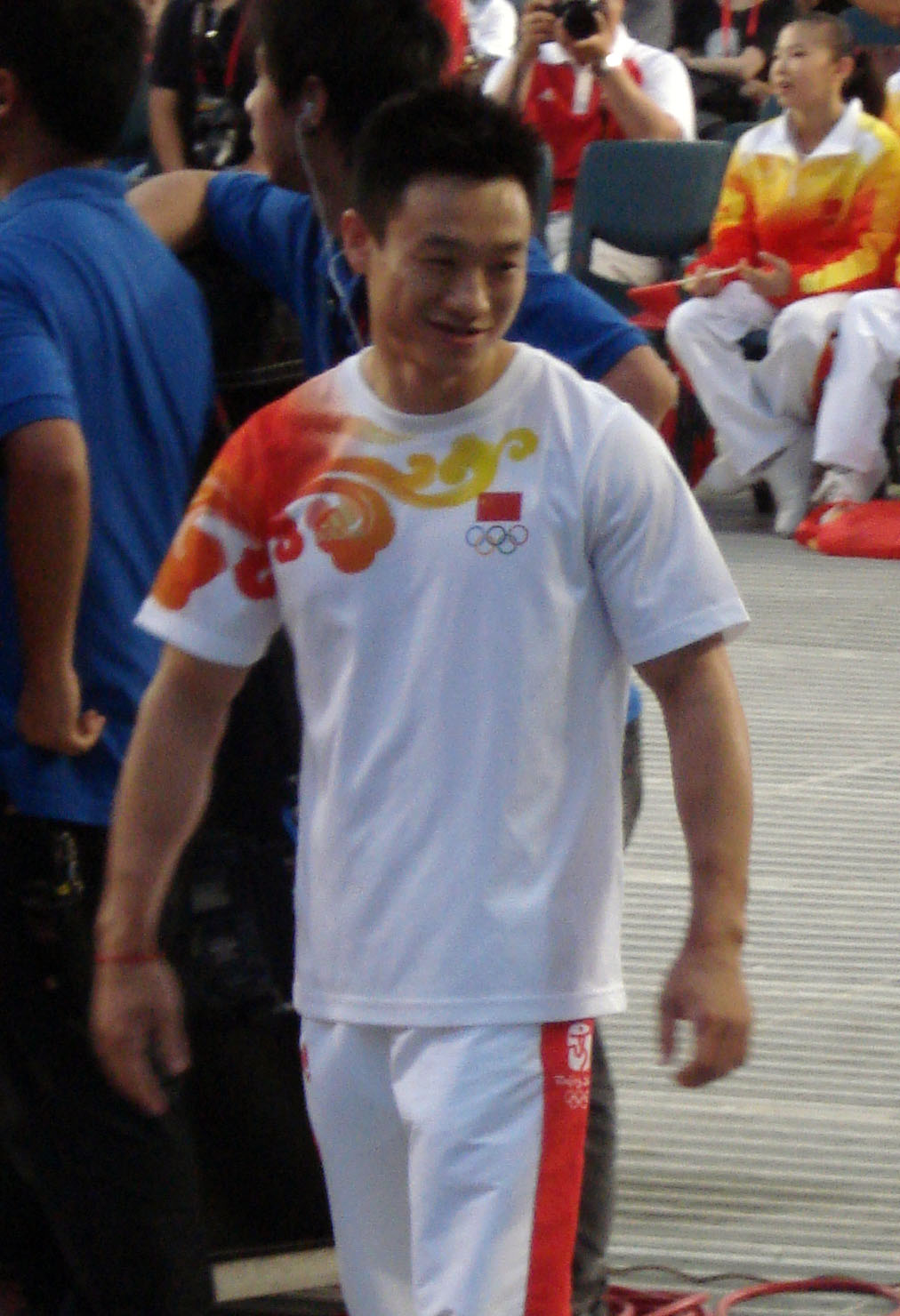
体操男子個人総合金メダルの楊威

- 楊威、李小鵬、陳一氷、肖欽、黄旭、鄒凱 （団体・金メダル）
- 楊威 （個人総合・金メダル、つり輪・銀メダル、あん馬・4位）
- 李小鵬 （平行棒・金メダル）
- 陳一氷 （個人総合・24位、つり輪・金メダル）
- 肖欽 （あん馬・金メダル）
- 黄旭 （平行棒・6位）
- 鄒凱 （ゆか・金メダル、鉄棒・金メダル）

女子
- 程菲、楊伊琳、江鈺源、何可欣、李珊珊、鄧琳琳 （団体・金メダル）
- 程菲 （ゆか・7位、平均台・銅メダル、跳馬・銅メダル）
- 楊伊琳 （個人総合・銅メダル、段違い平行棒・銅メダル）
- 江鈺源 （個人総合・6位、ゆか・4位）
- 何可欣 （段違い平行棒・金メダル）
- 李珊珊 （平均台・6位）

### 新体操
- 蔡彤彤、侴陶、呂遠洋、隋剣爽、孫丹、章碩 （団体・銀メダル）
- 李紅楊 （個人・予選13位）

### トランポリン

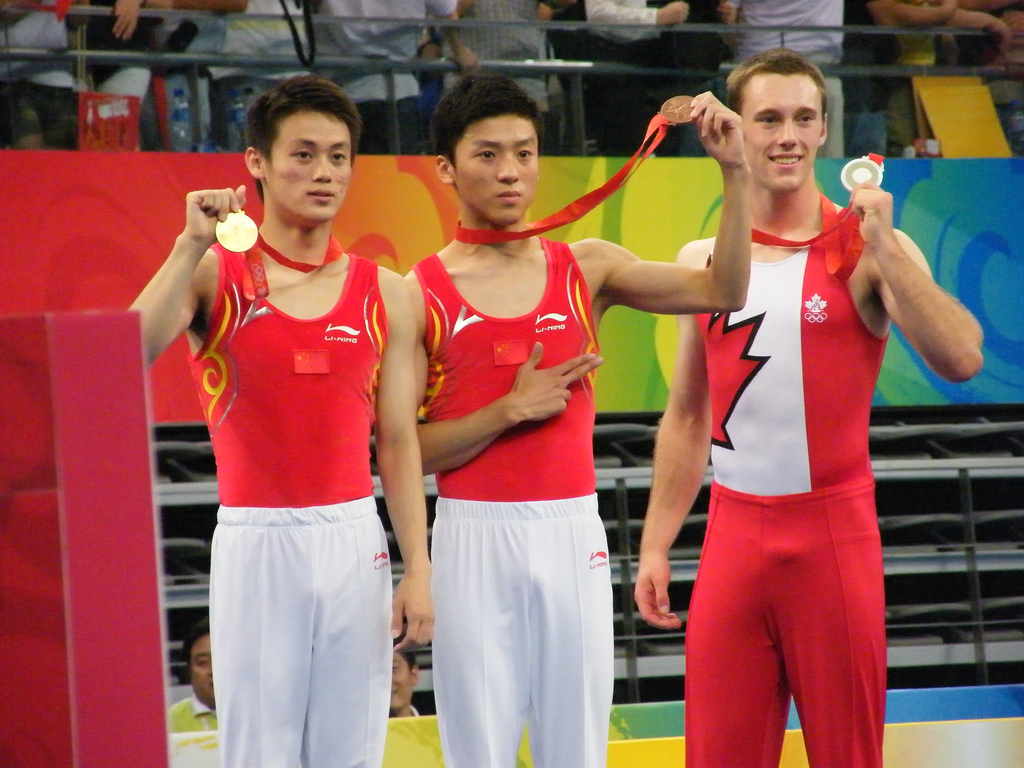
男子トランポリンの表彰式

男子
- 陸春龍 （金メダル）
- 董棟 （銅メダル）

女子
- 何雯娜 （金メダル）
- 黄珊汕 （15位）

## バスケットボール
男子中国代表チーム （8位）
- 陳江華、劉煒、張慶鵬、王仕鵬、朱芳雨、孫悦、李楠、易建聯、王磊、姚明、王治郅、杜鋒

女子中国代表チーム （4位）
- 宋曉雲、卞蘭、苗立傑、張曉妮、陳楠、劉丹、張晗蘭、張偉、陳曉麗、隋菲菲、邵婷婷、張瑜

## レスリング
男子
- 覃和 （フリースタイル60kg級・1回戦敗退）
- 王強 （フリースタイル66kg級・1回戦敗退）
- スリグラン （フリースタイル74kg級・1回戦敗退）
- 王贏 （フリースタイル84kg級・1回戦敗退）
- 梁磊 （フリースタイル120kg級・2回戦敗退）
- 焦華鋒 （グレコローマンスタイル55kg級・2回戦敗退）
- 盛江 （グレコローマンスタイル60kg級・1回戦敗退）
- 李岩岩 （グレコローマンスタイル66kg級・3回戦敗退）
- 常永祥 （グレコローマンスタイル74kg級・銀メダル）
- 馬三義 （グレコローマンスタイル84kg級・2回戦敗退）
- 姜華琛 （グレコローマンスタイル96kg級・3回戦敗退）
- 劉徳利 （グレコローマンスタイル120kg級・2回戦敗退）

女子
- 黎笑媚 （フリースタイル48kg級・2回戦敗退）
- 許莉 （フリースタイル55kg級・銀メダル）
- 許海燕 （フリースタイル63kg級・3回戦敗退）
- 王嬌 （フリースタイル72kg級・金メダル）

## セーリング
男子
- 王愛忱 （RS-X級・7位）
- 沈聖 （レーザー級・20位）
- 王偉東、鄧道坤 （470級・26位）
- 李鴻泉、王鶴 （スター級・16位）

女子
- 殷剣 （RS-X級・金メダル）
- 徐莉佳 （レーザーラジアル級・銅メダル）
- 聞一梅、于春燕 （470級・16位）
- 宋夏群、于艶麗、李暁妮 （イングリング級・8位）

男女混成
- 張鵬 （フィン級・24位）
- 羅友佳、陳秀科 （トーネード級・14位）
- 李非、胡賢強 （49er級・19位）

## ウエイトリフティング

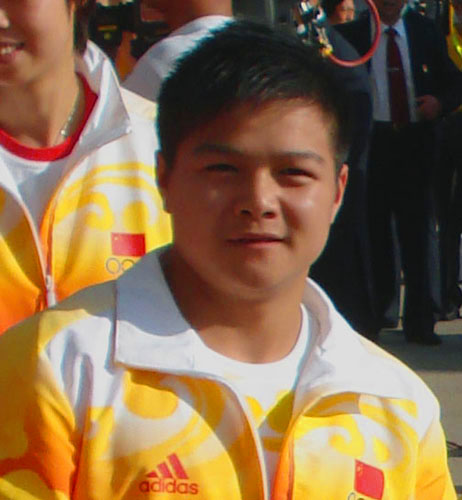
ウエイトリフティング男子56kg以下級金メダルの龍清泉

男子
- 龍清泉 （56kg級・金メダル）
- 張湘祥 （62kg級・金メダル）
- 廖輝 （69kg級・金メダル）
- 石智勇 （69kg級・途中棄権）
- 李宏利 （77kg級・銀メダル）
- 陸永 （85kg級・金メダル）

女子
- 陳燮霞 （48kg級・金メダル）
- 陳艶青 （58kg級・金メダル）
- 劉春紅 （69kg級・金メダル）
- 曹磊 （72kg級・金メダル）

## ハンドボール
男子中国代表チーム （12位）
- 閻亮、郝可鑫、王暁竜、周小堅、崔亮、李和鑫、苗青、田剣俠、葉強、王滝、張星、張驥、祝捷、朱聞欣、崔磊

女子中国代表チーム （6位）
- 呉亜楠、李薇薇、張耿、王莎莎、呉雯絹、劉暁妹、李兵、王旻、黄冬傑、劉贇、孫来苗、劉桂妮、黄紅、閻美珠、韋秋香

## 自転車

### ロードレース
男子
- 張亮 （個人・途中棄権）

女子
- 高敏 （個人・16位、タイムトライアル・17位）
- 孟浪 （個人・48位、タイムトライアル・25位）

### トラックレース
男子
- 張磊 （スプリント・16位）
- 馮永、張磊、李文浩 （チームスプリント・9位）
- 馮永 （ケイリン・17位）

女子
- 郭爽 （スプリント・銅メダル）
- 李燕 （ポイントレース・10位）

### マウンテンバイク
男子
- 姫建華 （クロスカントリー・22位）

女子
- 任成遠 （クロスカントリー・5位）
- 劉穎 （クロスカントリー・12位）

### BMX
女子
- 馬麗芸 （準決勝敗退）

## 卓球
男子
- 馬琳 （シングルス・金メダル）
- 王皓 （シングルス・銀メダル）
- 王励勤 （シングルス・銅メダル）
- 馬琳、王皓、王励勤 （団体・金メダル）

女子
- 張怡寧 （シングルス・金メダル）
- 王楠 （シングルス・銀メダル）
- 郭躍 （シングルス・銅メダル）
- 張怡寧、王楠、郭躍 （団体・金メダル）

## 馬術
- 劉麗娜 （馬場馬術個人・40位）
- 華天 （総合馬術個人・失権）
- 黄祖平 （障害馬術個人・66位）
- 李振強 （障害馬術個人・67位）
- 趙志文 （障害馬術個人・68位）
- 張浜 （障害馬術個人・69位）
- 黄祖平、李振強、趙志文、張浜 （障害馬術団体・16位）

## フェンシング
男子
- 黎国介 （エペ個人・2回戦敗退）
- 王磊 （エペ個人・2回戦敗退）
- 尹練池 （エペ個人・3回戦敗退）
- 雷声 （フルーレ個人・準々決勝敗退）
- 朱俊 （フルーレ個人・4位）
- 仲満 （サーブル個人・金メダル）
- 王敬之 （サーブル個人・2回戦敗退）
- 周漢明 （サーブル個人・3回戦敗退）
- 尹練池、黎国介、王磊、董国濤 （エペ団体・4位）
- 周漢明、王敬之、仲満、黄躍江 （サーブル団体・6位）

女子
- 李娜 （エペ個人・4位）
- 仲維萍 （エペ個人・2回戦敗退）
- 孫超 （フルーレ個人・2回戦敗退）
- 蘇婉文 （フルーレ個人・3回戦敗退）
- 張蕾 （フルーレ個人・3回戦敗退）
- 黄海洋 （サーブル個人・2回戦敗退）
- 譚雪 （サーブル個人・準々決勝敗退）
- 包盈盈 （サーブル個人・準々決勝敗退）
- 孫超、蘇婉文、張蕾、黄嘉玲 （フルーレ団体・6位）
- 包盈盈、黄海洋、倪紅、譚雪 （サーブル団体・銀メダル）

## 柔道
男子
- 劉仁旺 （60kg級・2回戦敗退）
- ウリトビリゲ （66kg級・1回戦敗退）

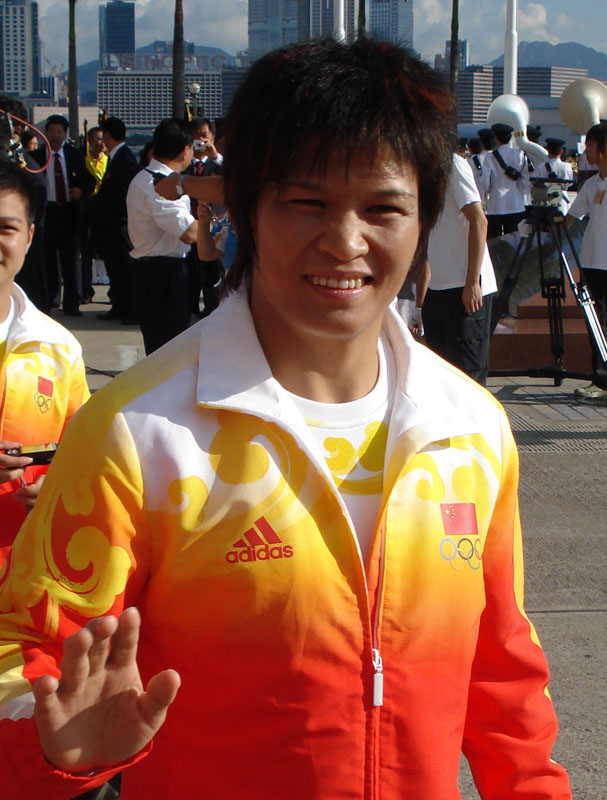
柔道女子52kg以下級金メダルの冼東妹

- スリジガワ （73kg級・敗者復活2回戦敗退）
- 郭磊 （81kg級・2回戦敗退）
- 何焔柱 （90kg級・1回戦敗退）
- 邵寧 （100kg級・1回戦敗退）
- 潘松 （100kg超級・2回戦敗退）

女子
- 呉樹根 （48kg級・敗者復活2回戦敗退）
- 冼東妹 （52kg級・金メダル）
- 許岩 （57kg級・銅メダル）
- 徐玉華 （63kg級・2回戦敗退）
- 王娟 （70kg級・敗者復活2回戦敗退）
- 楊秀麗 （78kg級・金メダル）
- 佟文 （78kg超級・金メダル）

## ソフトボール
中国代表チーム （6位）
- 投手 呂偉、李琪、于匯莉
- 捕手 潘霞、郭佳
- 内野手 黎春霞、譚瑛、孫莉、于燕宏
- 外野手 張麗芳、張愛、周怡
- 指名選手 辛敏紅、呉迪、雷東輝

## バドミントン

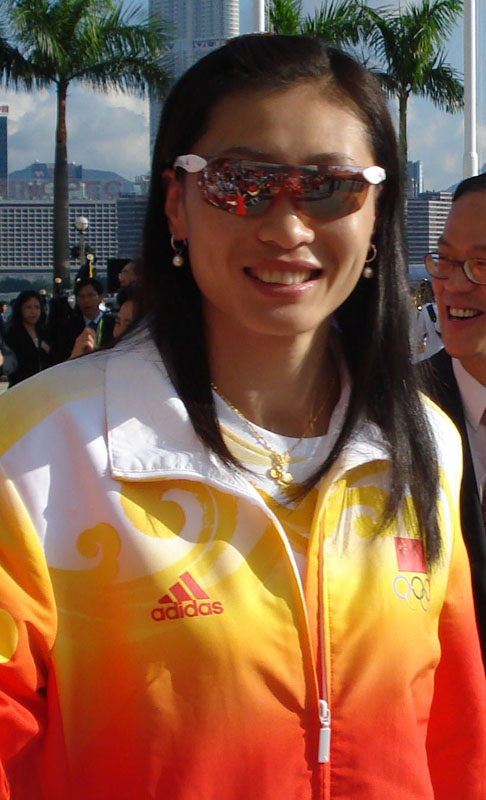
バドミントン女子シングルス金メダルの張寧

男子
- 鮑春来 （シングルス・準々決勝敗退）
- 陳金 （シングルス・銅メダル）
- 林丹 （シングルス・金メダル）
- 蔡贇、傅海峰 （ダブルス・銀メダル）
- 郭振東、謝中博 （ダブルス・1回戦敗退）

女子
- 盧蘭 （シングルス・4位）
- 謝杏芳 （シングルス・銀メダル）
- 張寧 （シングルス・金メダル）
- 杜婧、于洋 （ダブルス・金メダル）
- 魏軼力、張亜雯 （ダブルス・銅メダル）
- 楊維、張潔雯 （ダブルス・準々決勝敗退）

混合
- 何漢斌、于洋 （混合ダブルス・銅メダル）
- 鄭波、高崚 （混合ダブルス・1回戦敗退）

## 射撃

### ライフル射撃
男子
- 曹逸飛 （10mエアライフル・予選敗退）
- 朱啓南 （10mエアライフル・銀メダル）

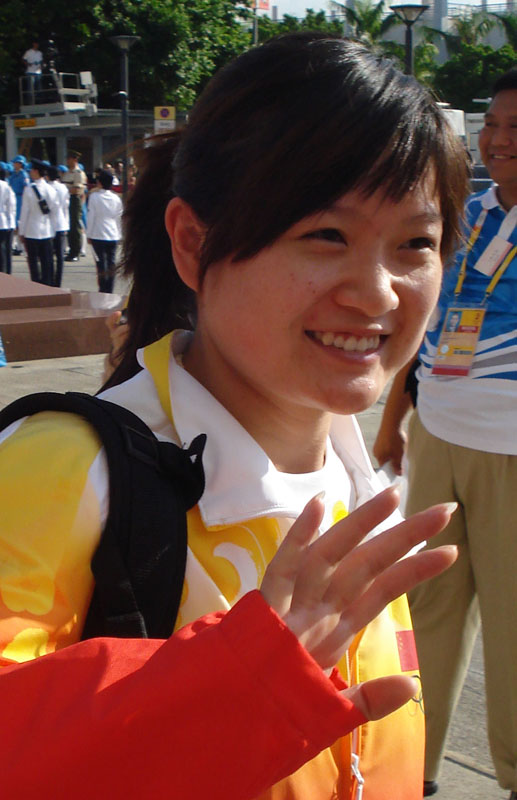
女子10メートルエアピストル金メダルの郭文珺

- 賈占波 （50mライフル伏射・予選敗退、50mライフル3姿勢・予選敗退）
- 邱健 （50mライフル伏射・予選敗退、50mライフル3姿勢・金メダル）
- 龐偉 （10mエアピストル・金メダル）
- 譚宗亮 （10mエアピストル・予選敗退、50mピストル・銀メダル）
- 劉忠生 （25mラピッドファイアーピストル・予選敗退）
- 張鵬輝 （25mラピッドファイアーピストル・失格）
- 林忠仔 （50mピストル・予選敗退）

女子
- 杜麗 （10mエアライフル・5位、50mライフル3姿勢・金メダル）
- 趙穎慧 （10mエアライフル・予選敗退）
- 武柳希 （50mライフル3姿勢・8位）
- 陳穎 （25mピストル・金メダル）
- 費逢吉 （25mピストル・4位）
- 郭文珺 （10メートルエアピストル・金メダル）
- 任潔 （10メートルエアピストル・予選敗退）

### クレー射撃
男子
- 金迪 （スキート・予選敗退）
- 曲日東 （スキート・6位）
- 李洋 （トラップ・予選敗退）
- 李亜軍 （トラップ・予選敗退）
- 王楠 （ダブルトラップ・予選敗退）
- 胡斌淵 （ダブルトラップ・銅メダル）

女子
- 魏寧 （スキート・8位）
- 劉英姿 （トラップ・予選敗退）

## 近代五種競技
男子
- 銭震華 （5516点・4位）
- 曹忠栄 （4828点・31位）

女子
- 陳倩 （4828点・5位）
- 修秀 （5464点・10位）

## カヌー

### フラットウォーター
男子
- 李強 （カナディアンシングル500m・6位）
- 孟関良、楊文軍 （カナディアンペア500m・金メダル）
- 陳忠雲、張志武 （カナディアンペア1000m・5位）
- 潘耀 （カヤックシングル500m・準決勝敗退、カヤックシングル1000m・準決勝敗退）
- 黄志鵬、沈潔 （カヤックペア500m・予選敗退、カヤックペア1000m・8位）
- 李臻、劉海濤、周鵬、林淼 （カヤックフォア1000m・7位）

女子
- 鍾紅燕 （カヤックシングル500m、5位）
- 徐琳蓓、王鳳 （カヤックペア500m・予選敗退）
- 許亜萍、鍾紅燕、于臘梅、梁培興 （カヤックフォア500m・9位）

### スラローム
男子
- 馮黎明 （カナディアンシングル・準決勝敗退）
- 胡明海、舒俊榕 （カナディアンペア・準決勝敗退）
- 丁富学 （カヤックシングル・予選敗退）

女子
- 李晶晶 （カヤックシングル・準決勝敗退）

## アーチェリー
男子
- 薛海峰 （個人・1回戦敗退）
- 李文全（中国語版） （個人・1回戦敗退）
- 姜林 （個人・1回戦敗退）
- 薛海峰、李文全（中国語版）、姜林 （団体・銅メダル）

女子
- 張娟娟 （個人・金メダル）
- 陳玲（中国語版） （個人・3回戦敗退）
- 郭丹 （個人・1回戦敗退）
- 張娟娟、陳玲（中国語版）、郭丹 （団体・銀メダル）

## 野球
中国代表チーム （8位）

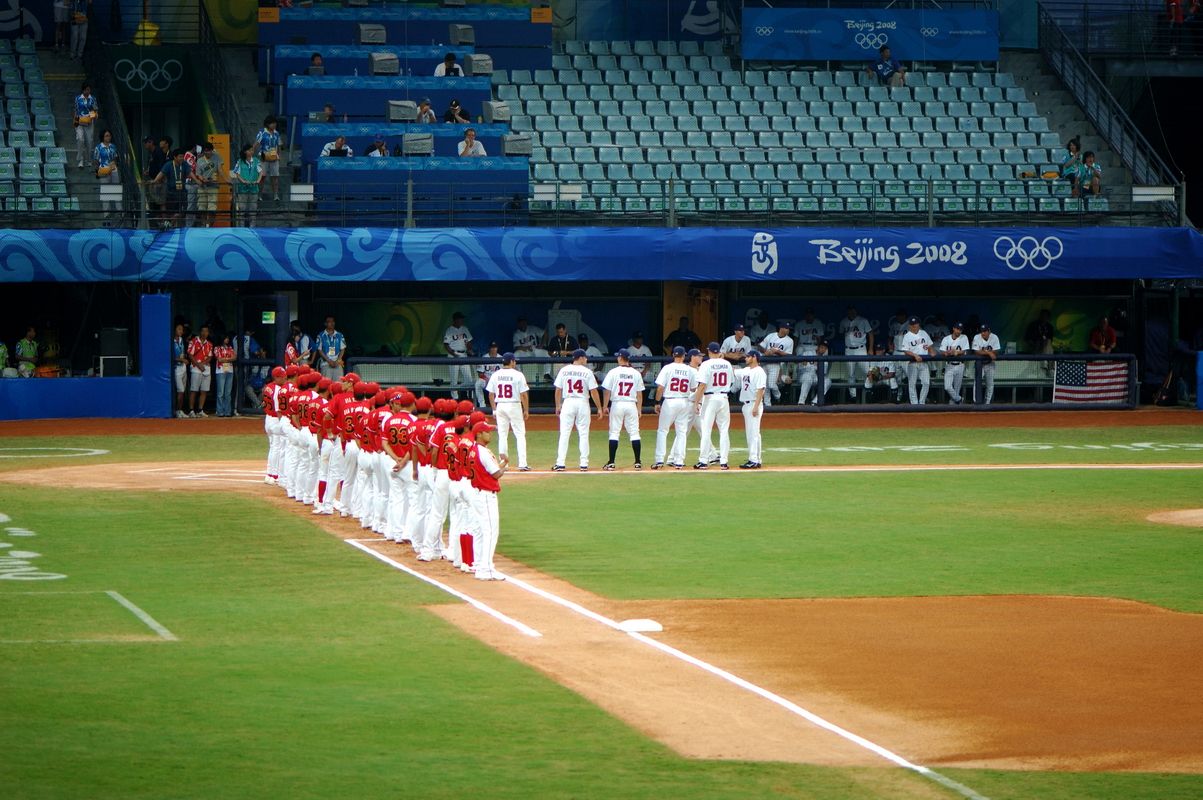
中国vsアメリカ（野球）

- 投手 卜濤、陳俊毅、陳坤、郭有華、李晨浩、李韋良、劉凱、呂建剛、孫国強、王楠、徐錚、張力
- 捕手 王偉、楊洋
- 内野手 賈昱冰、張玉峰、孫煒、侯鳳連、賈徳龍
- 外野手 馮飛、李磊、孫嶺峰、王超、張洪波

## テコンドー
男子
- 朱国 （80kg級・銅メダル）
- 劉哮波 （80kg超級・2回戦敗退）

女子
- 呉静鈺 （49kg級・金メダル）
- 陳中 （67kg超級・2回戦敗退）

## トライアスロン
男子
- 王大慶 （46位・1時間55分41秒87）

女子
- 邢琳 （40位・2時間7分34秒99）
- 張一 （42位・2時間8分37秒56）